# 龍口寺
龍口寺（りゅうこうじ）是位在日本神奈川縣藤澤市的寺院，日蓮宗本山（靈跡寺院）。山號「寂光山」（じゃくこうさん）。本尊日蓮聖人、開基（創立者）為日法。寺院建在龍口刑場跡，此地是日蓮宗開祖日蓮遭遇龍口法難之地。

## 龍口寺輪番八寺
龍口寺輪番八寺是輪番管理龍口寺的8寺，山號都是龍口山。通稱片瀨八寺、片瀨腰越八寺。輪番制度從1337年（延元2年）建立以來，直到1886年（明治19年）龍口寺設置住持為止，存續550年。
- 龍口山本蓮寺（元大光山本圀寺末）、藤澤市片瀨
- 龍口山常立寺（元身延山久遠寺末）、藤澤市片瀨
- 龍口山本成寺（元妙嚴山本覺寺末）、鎌倉市腰越
- 龍口山勸行寺（元經王山妙法華寺末）、鎌倉市腰越
- 龍口山妙典寺（元長興山妙本寺末）、鎌倉市腰越
- 龍口山東漸寺（元正中山法華經寺末）、鎌倉市腰越
- 龍口山本龍寺（元長興山妙本寺末）、鎌倉市腰越
- 龍口山法源寺（元正中山法華經寺末）、鎌倉市腰越

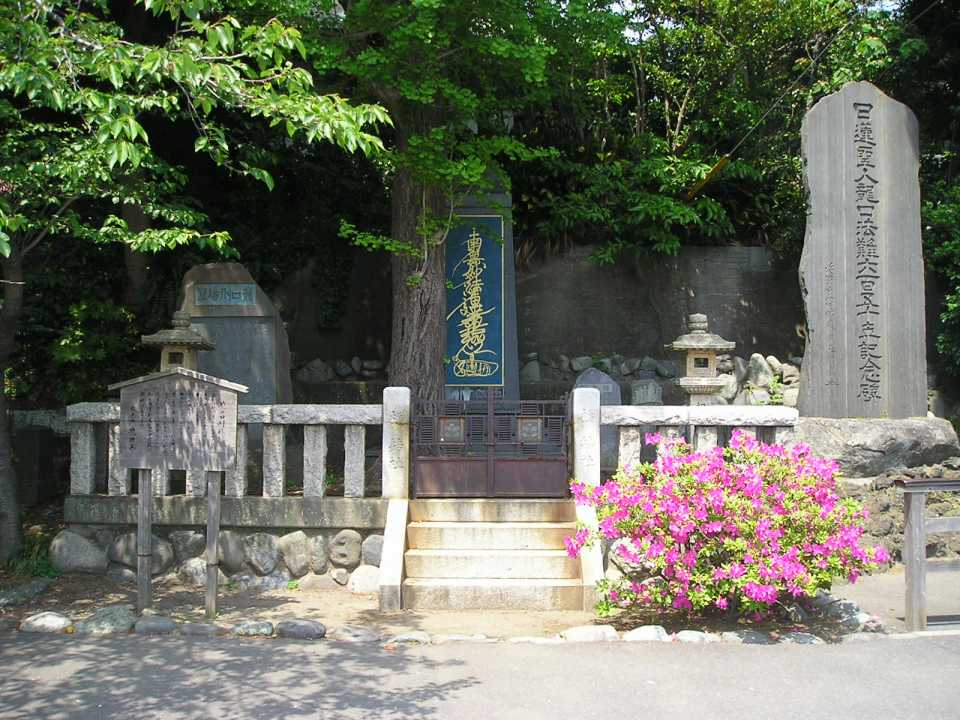
龍口刑場跡
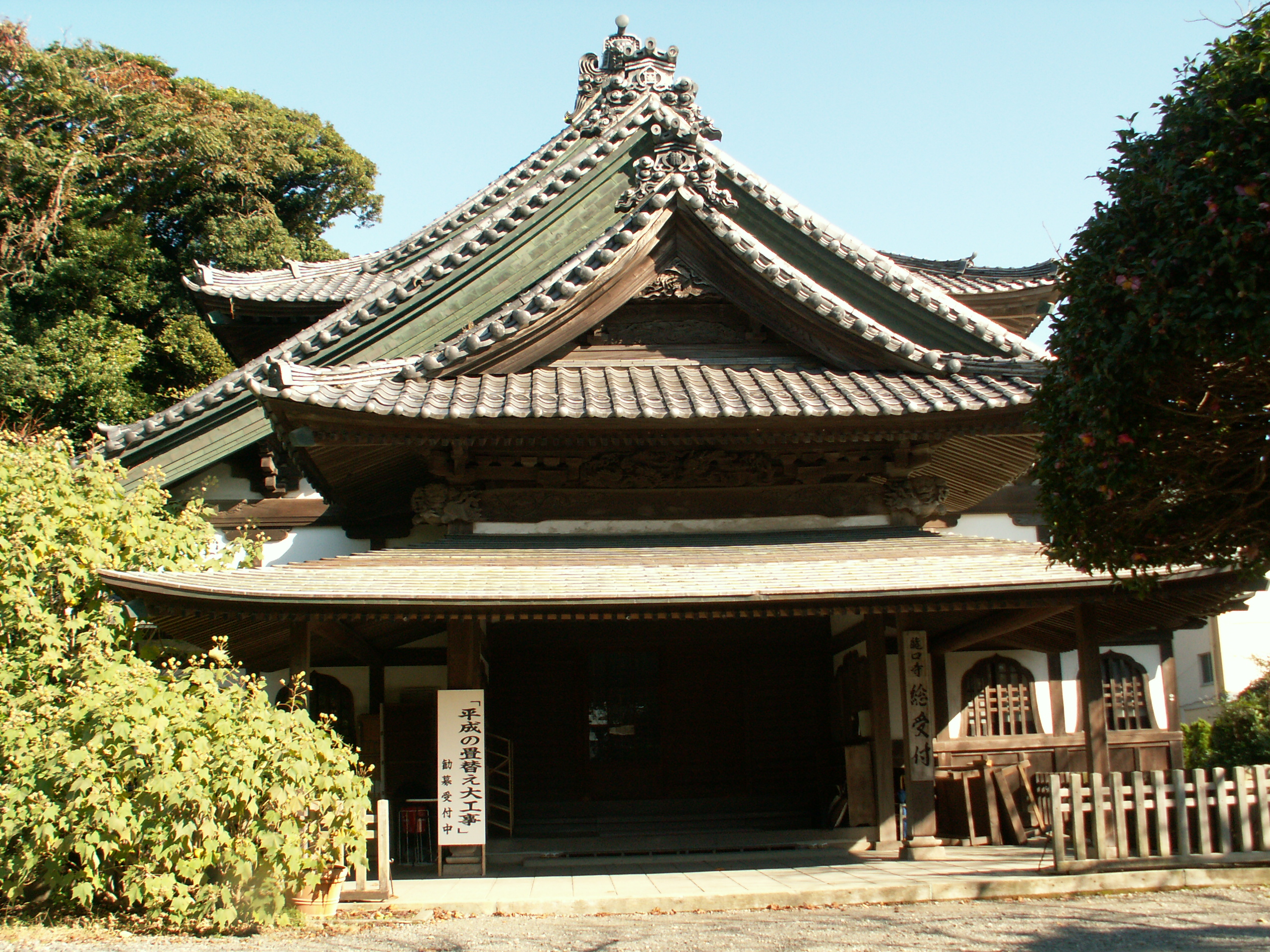
大書院（舊松代藩藩邸）
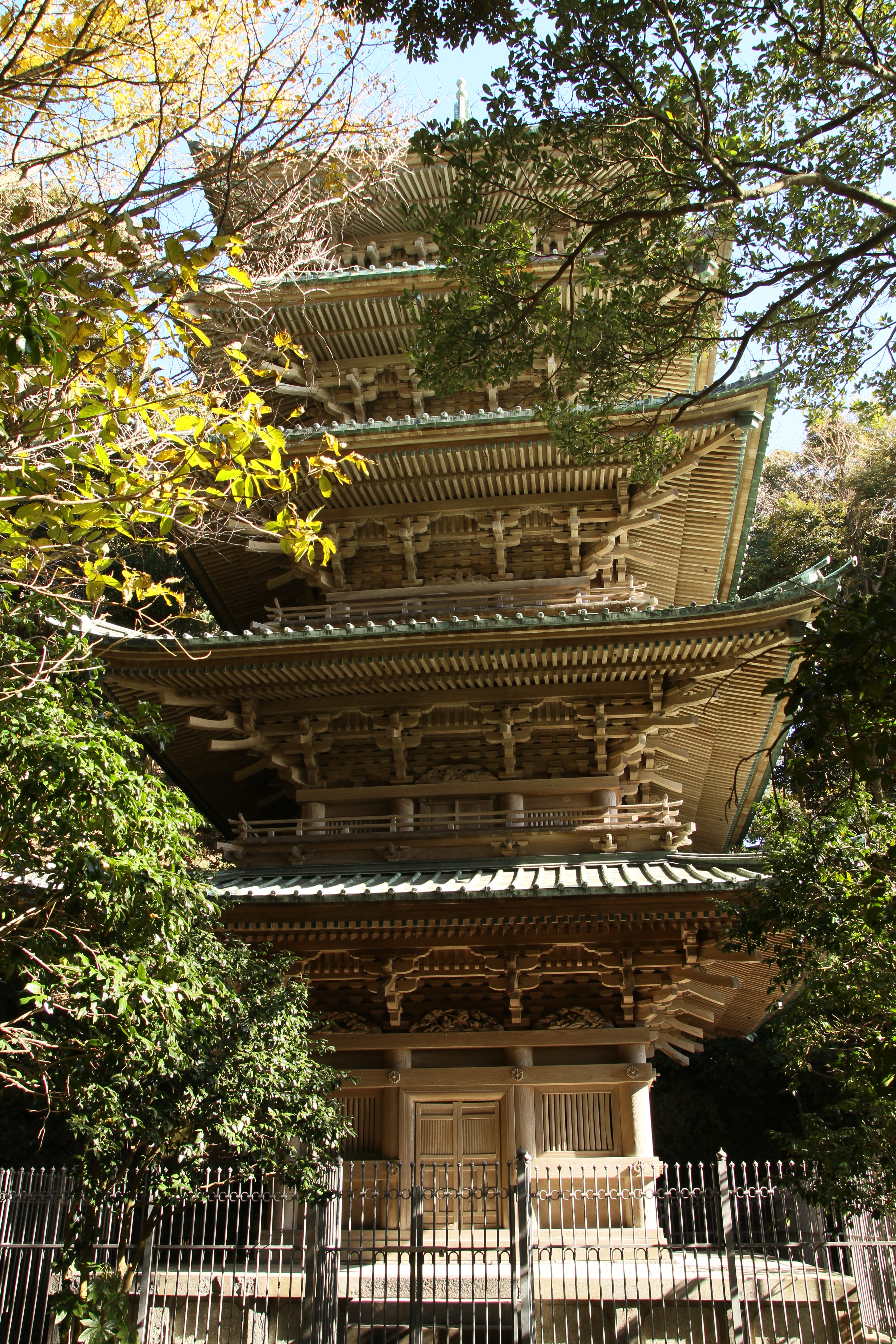
五重塔

## 關連項目
- 江之島

## 外部連結
- 日蓮宗靈跡本山 寂光山龍口寺 （页面存档备份，存于）